# 上杜布罗沃 (斯维尔德洛夫斯克州)
上杜布罗沃（羅馬化：Verkhneye Dubrovo）是俄罗斯斯维尔德洛夫斯克州的市级镇，为该州别洛亚尔斯基区第二大聚居地。地处斯维尔德洛夫斯克州南部，位于区行政中心别洛亚尔斯基西、州府叶卡捷琳堡东南方。鄂毕河流域伊谢季河一支流布鲁相卡河（Брусянка）流经该镇南部。
镇内设有铁路车站科苏利诺站。连接叶卡捷琳堡与秋明的R351公路从该镇以南不远处经过。
该地2022年人口有4,867人；2010年人口4,791；2002年人口4,673；1989年人口5,220。